# 警備局

警備局（けいびきょく）は、日本の警察庁の内部部局の一つ。警察庁の所掌事務に関し、警備警察に関する事務をつかさどる。

## 概説
警備局は警視庁警備部・道府県警察警備部・警視庁公安部を統括している。
課長級以上の役職はいわゆるキャリア組、準キャリア組で大多数を占める。警備局員は、警察官僚、警視庁および道府県警察本部から出向するノンキャリア警察官で構成される。

## 沿革
- 1945年（昭和20年）
  - 10月13日：連合国軍最高司令官総司令部 （GHQ）の人権指令を受けて、勅令第五六七号（即日施行）により、内務省警保局保安課（特別高等警察）が廃止される。
  - 12月19日：内務省分課規定の改正により、内務省警保局公安課（公安警察）が設置される。
- 1946年（昭和21年）
  - 8月1日：内務省分課規定の改正により、内務省警保局公安課を、公安第一課と公安第二課に分離する。消防や交通・危険物取締などの行政警察事務は第二課の所管となり、第一課は「警衛ニ関スル事項」「警備ニ関スル事項」という公安警察としての機能に純化した。
  - 8月13日：GHQ民間諜報局公安課長が、「共産主義其の他の無責任な分子」がおこなう占領政策誹謗の「不法な旗、プラカードに依る示威運動」を禁止する覚書を内務大臣宛に発し、日本の警察は「MP及びCICと共に、取締の権限をもつている故、違反者を逮捕すること」を命じた。8月21日に内務省警保局長は「旗幟其他伝単等の取締に関する件」を通牒し、取締の範囲をビラ・貼札・引札まで広げ、警備に際して写真機を携行する特別班の組織を指示する。
- 1947年（昭和22年）12月31日：内務省が解体・廃止される。
- 1948年（昭和23年）
  - 1月1日：総理庁に内事局が設置され、旧内務省警保局は内事局第一局に、旧内務省警保局公安第一課は内事局第一局警備部に、それぞれ転換される。
  - 3月7日：旧警察法の施行により内事局が廃止され、国家地方警察本部が設置される。旧内事局第一局警備部は国家地方警察本部警備部となる。
- 1954年（昭和29年）
  - 6月8日：新警察法が公布される。
  - 7月1日：新警察法が施行、国家地方警察本部が廃止され、警察庁が設置される。旧国家地方警察本部警備部は警察庁警備部となる。
- 1957年（昭和32年）6月1日：国家行政組織法の一部を改正する法律（昭和32年法律第159号）により、国務大臣を長とする委員会又は庁に置かれる庁（第三条第三項但書の庁）には、特に必要がある場合においては、部にかえて局を置くことが可能となり、警察庁警備部は警察庁警備局となる。
- 2004年 (平成16年) 7月1日：警察法が改正され、警備局に外事情報部が設置された。また、国際テロリズム対策室が国際テロリズム対策課に昇格した。
- 2019年 (平成31年) 4月1日 : 警察法が改正され、 警備局に警備運用部が設置された。
- 2022年 (令和4年) 4月1日 : 警察法を改正し、サイバーテロ対策を「サイバー警察局」に統合。

## 組織
- 警備企画課
  - 警備調査企画官
  - 警備総合研究官[2]
  - 画像情報分析室 - 2007年4月1日に設置される。
  - 総合情報分析室[2] - 通称「I・S班」または「7係」、「ゼロナナ」などと称され、幅広情報を収集する。
  - 危機管理室
  - ゼロ - 理事官が担当して公安警察の作業を指導する。

- 公安課
  - 警備情報対策室
  - 右翼対策室
  - 極左対策室
  - 特殊組織犯罪対策室

### 警備運用部
- 警備第一課
  - 警備実施総合研究官
- 警備第二課
  - 警護指導室
  - 警衛指導室
- 警備第三課
  - 事態対処調整官
  - 災害対策室

### 外事情報部
- 外事課
  - 外事技術調査室 - 隠語で「ヤマ」と称される通信傍受施設で、日野市の本部で全国を統括する[3][4]。
  - 外事情報調整室
  - 外事特殊事案対策官
  - 不正輸出対策官
  - 経済安全保障室[5]

- 国際テロリズム対策課
  - 国際テロリズム情報官

## 任務
警察法（昭和29年法律第162号）第24条に所掌事務が規定されている。
```
（警備局の所掌事務）
第24条 警備局においては、警察庁の所掌事務に関し、次に掲げる事務をつかさどる。
一 警備警察に関すること。 
二 警衛に関すること。 
三 警護に関すること。 
四 警備実施に関すること。 
五 第71条の緊急事態に対処するための計画及びその実施に関すること。 
2 外事情報部においては、前項第一号に掲げる事務のうち外国人又はその活動の本拠が外国に在る日本人に
係るものをつかさどる。
```

局内の分課・分掌は、警察庁組織令（昭和29年6月30日政令第180号）第36 - 41条、警察法施行規則（昭和29年6月30日総理府令第44号）第43 - 52条、および警察庁の内部組織の細目に関する訓令（昭和32年3月14日警察庁訓令第4号）に定める。

## 歴代局長
| 氏名       | 在任期間              | 前職                                                      | 後職                     |
| ---------- | --------------------- | --------------------------------------------------------- | ------------------------ |
| 山口喜雄   | 1952 - 1958           | 国家地方警察本部警備部長                                  | 近畿管区警察局長         |
| 江口俊男   | 1958 - 1960           | 愛知県警察本部長                                          | 警察庁警務局長           |
| 三輪良雄   | 1960 - 1963           | 神奈川県警察本部長                                        | 防衛庁長官官房長         |
| 後藤田正晴 | 1963 - 1965           | 警察庁長官官房長                                          | 警察庁警務局長           |
| 秦野章     | 1965 - 1966           | 警視庁警務部長                                            | 警察庁警務局長           |
| 高橋幹夫   | 1966 - 1968           | 警察庁交通局長                                            | 警察庁次長               |
| 川島廣守   | 1968 - 1970           | 警視庁公安部長                                            | 警察庁警務局長           |
| 山口廣司   | 1970 - 1971           | 警視庁警務部長                                            | 退職                     |
| 富田朝彦   | 1971 - 1972           | 警察庁長官官房長                                          | 警視庁副総監             |
| 山本鎮彦   | 1972 - 1975           | 兵庫県警察本部長                                          | 警察庁次長               |
| 三井脩     | 1975 - 1978           | 警視庁副総監                                              | 警察庁次長               |
| 鈴木貞敏   | 1978 - 1981           | 警察庁刑事局長                                            | 警察庁警務局長           |
| 山田英雄   | 1981 - 1984           | 警視庁副総監                                              | 警察庁次長               |
| 柴田善憲   | 1984 - 1985           | 警視庁副総監                                              | 近畿管区警察局長         |
| 三島健二郎 | 1985 - 1987           | 千葉県警察本部長                                          | 退職                     |
| 新田勇     | 1987 - 1988           | 警察庁長官官房長                                          | 大阪府警察本部長         |
| 城内康光   | 1988 - 1991           | 警視庁公安部長                                            | 警察庁警務局長           |
| 吉野準     | 1991 - 1992           | 警察庁長官官房審議官（警備局担当）                        | 警察庁次長               |
| 菅沼清高   | 1992 - 1994           | 千葉県警察本部長                                          | 警察庁官房長             |
| 杉田和博   | 1994 - 1997           | 神奈川県警察本部長                                        | 内閣官房内閣情報調査室長 |
| 伊達興治   | 1997 - 1999           | 関東管区警察局長                                          | 退職                     |
| 金重凱之   | 1999 - 2001           | 警察庁長官官房総務審議官                                  | 退職（病気）             |
| 漆間巌     | 2001 - 2002           | 大阪府警察本部長                                          | 警察庁次長               |
| 奥村萬壽雄 | 2002 - 2004           | 大阪府警察本部長                                          | 警視総監                 |
| 瀬川勝久   | 2004 -                | 警察庁生活安全局長                                        | 退職                     |
| 小林武仁   |                       | 警察大学校長                                              | 退職                     |
| 米村敏朗   | 2006.7.28 - 2007.8.16 | 警視庁副総監                                              | 警察庁官房長             |
| 池田克彦   | 2007.8.16 - 2010.1.18 | 警視庁警務部長                                            | 警視総監                 |
| 西村泰彦   | 2010.1.18 - 2013.1.25 | 警察大学校副校長兼長官官房審議官=刑事局・取調べ適正化担当 | 警視総監                 |
| 高橋清孝   | 2013.1.25 - 2015.8.4  | 警視庁副総監                                              | 警視総監                 |
| 沖田芳樹   | 2015.8.4 - 2016.9.20  | 警察庁長官官房総括審議官                                  | 警視総監                 |
| 松本光弘   | 2016.9.20 - 2018.1.18 | 警察庁警備局外事情報部長                                  | 警察庁長官官房長         |
| 村田隆     | 2018.1.18 - 2019.1.22 | 大阪府警察本部長                                          | 退職                     |
| 大石吉彦   | 2019.1.22 - 2021.9.16 | 内閣総理大臣秘書官                                        | 警視総監                 |
| 櫻澤健一   | 2021.9.16 - 2022.9.1  | 警察庁長官官房総括審議官                                  | 辞職                     |
| 原和也     | 2022.9.1 - 2023.6.27  | 警察庁長官官房付                                          | 内閣情報官               |
| 迫田裕治   | 2023.6.27 - 2025.1.28 | 警察庁警備局警備運用部長                                  | 警視総監                 |
| 筒井洋樹   | 2025.1.28 -           | 警察庁警備局外事情報部長                                  |                          |

## 警備本部
- 全国年末年始特別警戒最高警備本部（本部長・警視総監）
- 浅草寺内特設警備本部（初詣などの際に設置）（警備局主導）
- 明治神宮内特設警備本部（同上）
- 新宿外苑内特設警備本部
- 京都御所周辺特別警備本部
- 首相官邸及び政府機関テロ対策警備本部
- 成田空港内特設警備本部（ハイジャック事件などに対応）
- 羽田空港内特設警備本部
- 大阪空港内特設警備本部
- NBCテロ対策本部
- 原子力施設最高警備本部
- 東京港警備本部
- 東京駅構内特設警備本部
- 在日米軍施設特別合同警戒警備本部
- 迎賓館・国際会議場警備本部（外国元首や国賓が来日した場合に設置）
- 空中警戒活動指揮本部
- チリ地震津波災害警備本部（本部長・警備局長）

この他、沖縄サミット開催時には未曽有の警備体制が敷かれた。

### 警備本部の等級
警備本部は設置される場所、対象、重要性により等級がある。警備本部設置発令が行えるのは課長補佐以上である。
最高警備本部
最高警備体制は一番重要で最も集中的に行う警備活動。国家に甚大なる影響を及ぼすおそれのある事象を警戒し防止するため（例として、日本で開かれる主要国首脳会議への妨害対策、年末年始特別警戒態勢の指揮）に設置する。場所は警察庁本庁内（警察電話や警察無線などの回線を引いてある専用の会議室が準備されている）。本部長は警察庁長官、もしくは次長が務める。
総合警備本部
本部長は警視総監、または道府県警察本部長。該当警察本部内に置かれる。警視庁であれば本庁舎13階の「最高指揮所」。
特設警備本部
その名の通り特設。その時にどうしても警備する必要のある場所に臨時に設置させる。ほとんどの場合、キャンプを特設してそのなかで指揮官が警備命令を下す。警察署の建物など警察施設に陣を敷いて行う場合もあるが、国宝・文化財警備・雑踏・群集などの警備は指揮を現場で行うのが鉄則なので現地に陣を敷く。設置場所は通常非公開。本部長は警察庁警備局の警備課長（警視長）か警備課理事官（警視正）が務める。警察庁の課長級幹部が現場に出向くことはまれだが特設警備本部設置の場合は現場に出向く。
特別警備本部
特別な場合、短期的に設置する。本部長は警視長。
方面警備本部
場所を一地域に限定して設置する。ここから下は警備局が設置することはない。本部長は警視正。
管内警備本部
警察署だけで行う。警備範囲は一署の管内のみ。本部長はおおむね署長か署の課長。